# Neukalen
Neukalen là một đô thị thuộc huyện Mecklenburgische Seenplatte (trước thuộc Vorpommern-Greifswald (trước thuộc Demmin)), bang Mecklenburg-Western Pomerania, Đức. Đô thị Neukalen có diện tích 46,84 km², dân số thời điểm ngày 31 tháng 12 năm 2006 là 2140 người. Neukalen có cự ly 19 km về phía tây nam Demmin.